# Junost'
Junost' (ros. Юность, pol. Młodość) – piąty album studyjny białoruskiego zespołu rockowego Lapis Trubieckoj, wydany we wrześniu 2001 roku przez wydawnictwa Grand Records i Sojuz.

## Lista utworów
| Nr  | Tytuł utworu         | Oryginalna pisownia tytułu | Długość |
| --- | -------------------- | -------------------------- | ------- |
| 1.  | „Soczi”              | «Сочи»                     | 4:29    |
| 2.  | „Niekrasawica”       | «Некрасавица»              | 3:59    |
| 3.  | „Junost'”            | «Юность»                   | 3:43    |
| 4.  | „Gołubi”             | «Голуби»                   | 3:26    |
| 5.  | „Gop-hip-hop”        | «Гоп-хип-хоп»              | 3:06    |
| 6.  | „Karusieli-mielnicy” | «Карусели-мельницы»        | 2:43    |
| 7.  | „Zołoto-magnit”      | «Золото-магнит»            | 4:23    |
| 8.  | „Bebi-pliz”          | «Бэби-плиз»                | 4:53    |
| 9.  | „Kanaplowa”          | «Канаплёва»                | 3:12    |
| 10. | „Wilejka”            | «Вилейка»                  | 4:01    |
| 11. | „Łaziernoje sołnce”  | «Лазерное солнце»          | 3:45    |
|     |                      |                            | 41:40   |

## Twórcy
- Siarhiej Michałok – wokal
- Pawieł Bułatnikau – wokal, tamburyn
- Rusłan Uładyka – gitara, klawisze
- Dzmitryj Świrydowicz – gitara basowa (utwory 1, 3-5, 9-11)
- Alaksiej Zajcau – gitara basowa (utwory 2, 6-8)
- Pawieł Kuziukowicz – waltornia
- Jahor Dryndzin – trąbka
- Andrej Jankouski – trąbka (utwory 4, 5)
- Iwan Hałuszka – puzon
- Alaksiej Lubawin – perkusja[3]